# 漂亮的卡桑德拉
漂亮的卡桑德拉（The Beautifull Cassandra）[ Sic ]是简·奥斯丁少年时期创作的短篇小说，一共有12章，可能写于1787-1788年，当时简·奥斯丁正好是12或13岁，小说讲述了一个年轻女孩在倫敦街道到處冒險的故事。